# Jan Konzal
Jan Konzal (ur. 5 maja 1935 w Zbuzany-Třebonice, zm. 16 listopada 2021) – czeski potajemnie wyświęcony żonaty biskup podziemnego Kościoła Katolickiego, który istniał w Czechosłowacji w czasach komunizmu. Z wykształcenia był inżynierem elektrotechnikiem. 

## Biografia
Od młodości był związany z tajnymi strukturami Kościoła Katolickiego. W 1960 na trzy lata trafił do więzienia za udział w potajemnie sprawowanych mszach świętych.
W 1968 r. ożenił się z Magdaleną Mazancovą.
W marcu 1972 r. podziemny biskup Bedřich Provazník wyświęcił go na diakona, a w maju tego samego roku na kapłana. 10 lat później 29 maja 1982 r. inny podziemny biskup Fridolín Zahradník wyświęcił go na biskupa.
Po upadku komunizmu nie potrafił dojść do zgody ani z kard. Vlkem, dawnym kolegą z podziemia, ani ze Stolicą Apostolską i dlatego nie włączył się do struktur oficjalnego Kościoła, lecz nadal pozostał w „podziemiu”, prowadząc w Pradze niewielką wspólnotę żonatych tajnych księży, ich żon i nielicznej grupy świeckich. Z czasem jego poglądy coraz bardziej się liberalizowały, tak że często nie mieściły się już w granicach katolickiej ortodoksji. Zasłynął m.in. z postulatu, by mężczyźni spowiadali się nie kapłanowi, lecz swym żonom.